# Antonio Cassarino
Antonio Cassarino, in alcune fonti Gasparino Casserino (Noto, 1379 – Genova, 1444), è stato un umanista, oratore e filologo classico italiano. Esponente di rilievo dell'umanesimo siciliano, fu attivo a Costantinopoli e nella Repubblica di Genova.